# 1905
1905 (MCMV) là một năm thường bắt đầu vào Chủ nhật của lịch Gregory và là một năm thường bắt đầu vào Thứ Bảy của lịch Julius, năm thứ 1905 của Công nguyên hay của Anno Domini, the năm thứ 905  của thiên niên kỷ 2, năm thứ 5  của thế kỷ 20, và năm thứ  6   của thập niên 1900. Tính đến đầu năm 1905, lịch Gregory bị lùi sau 13 ngày trước lịch Julius, và vẫn sử dụng ở một số địa phương đến năm 1923. 

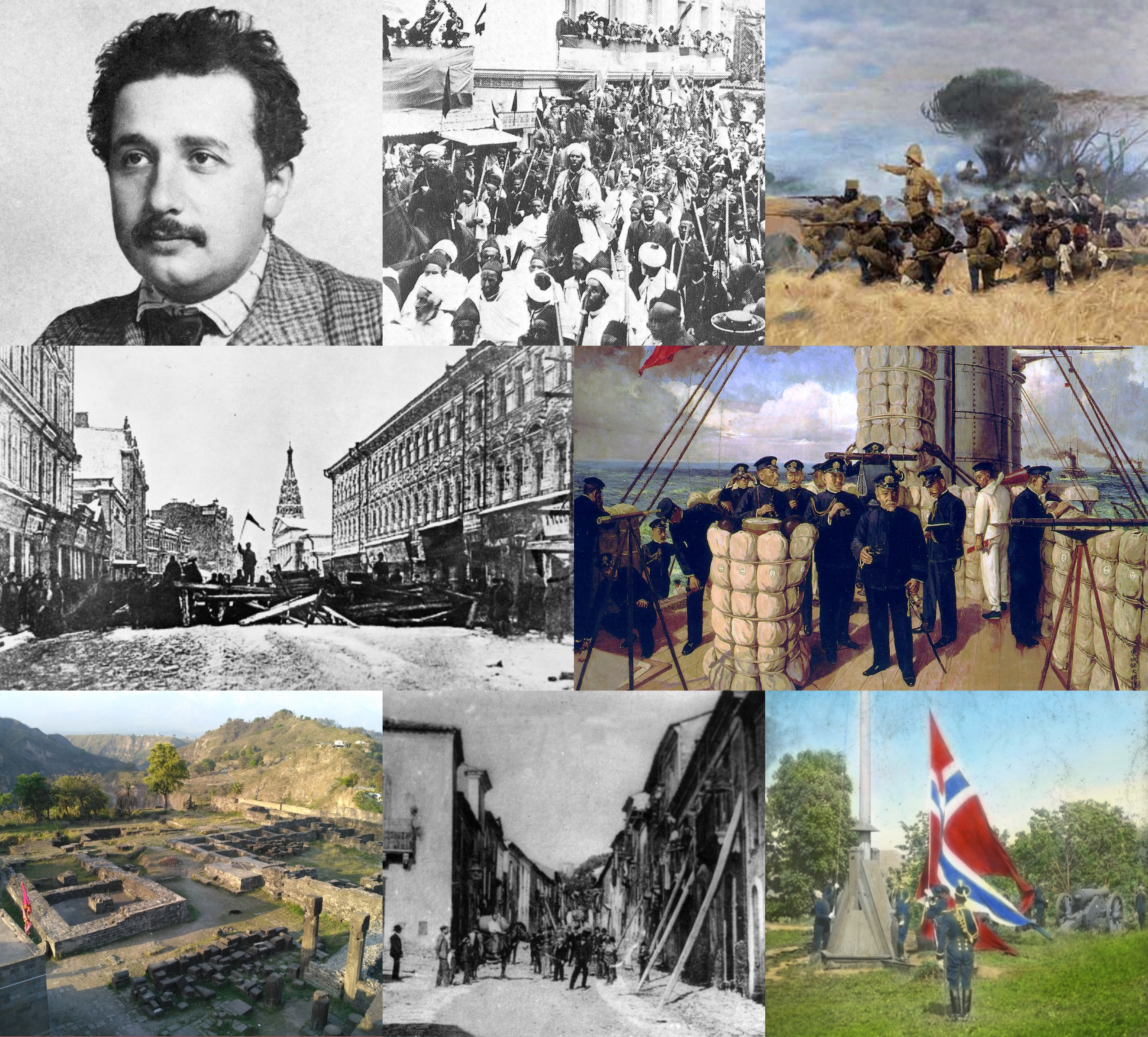

1905 (số La Mã: MCMV) là một năm thường bắt đầu vào Chủ nhật trong lịch Gregory.

## Sự kiện
- 22 tháng 1 (9 tháng 1 theo lịch Nga) – Vụ thảm sát Ngày Chủ nhật đẫm máu những người biểu tình Nga tại Cung điện Mùa đông ở Sankt–Peterburg, một trong những nguyên nhân dẫn đến Cách mạng Nga năm 1905.
- 14 tháng 3, Câu lạc bộ bóng đá Chelsea thành lập.
- Tháng 4, Albert Einstein nghiên cứu thuyết tương đối đặc biệt cũng như thuyết chuyển động Brown.
- 16 tháng 10, Cách mạng Nga năm 1905: quân đội Nga nổ súng trong một cuộc diễu hành trên đường phố Estonia, giết chết 94 người và làm bị thương hơn 200 người.

## Sinh
- 9 tháng 1 – Phan Khắc Sửu, Quốc trưởng Việt Nam Cộng hòa giai đoạn 1964–1965 (m. 1970)
- 17 tháng 1 – Guillermo Stábile, cầu thủ bóng đá người Argentina (m. 1966)
- 21 tháng 1 – Christian Dior, nhà tạo mẫu người Pháp (m. 1957)
- 24 tháng 5 – Mikhail Aleksandrovich Sholokhov, nhà văn Nga (m. 1984)
- 25 tháng 7 – Nguyễn Tường Tam, nhà văn, nhà báo, chính trị gia Việt Nam (m. 1963)
- 1 tháng 8 – Nguyễn Khánh Toàn, Giáo sư Viện sĩ về giáo dục Việt Nam (m. 1993)
- 5 tháng 8 – Artem Ivanovich Mikoyan, nhà thiết kế máy bay của Liên Xô (m. 1970)
- 24 tháng 8 – Siaka Stevens, tổng thống Sierra Leone 1971–1985 (m. 1988).[1]

### Không rõ ngày
- Hoàng Văn Hoan, chính trị gia của Việt Nam (m. 1994)
- Nguyễn Văn Huyên, giáo sư tiến sĩ Việt Nam (m. 1975)

## Mất
- 24 tháng 3 – Jules Verne, nhà văn Pháp (s. 1828)
- 7 tháng 5 – Nguyễn Phúc Miên Triện, tước phong Hoằng Hóa Quận vương, hoàng tử con vua Minh Mạng (s. 1833).
- không rõ ngày
  - Chu Mạnh Trinh, quan Việt Nam (s. 1862)
  - George Williams, nhà sáng lập Hiệp hội Thanh niên Cơ đốc (s. 1821)

## Giải Nobel
- Vật lý – Philipp Lenard
- Hóa học – Adolf von Baeyer
- Y học – Robert Koch
- Văn học – Henryk Sienkiewicz
- Hòa bình – Nữ Nam tước Bertha von Suttner